# Мі-3 (вертоліт)
Мі-3 - санітарний гелікоптер, який був розроблений на вертолітному заводу імені М.Л.Міля.

## Технічні характеристики
| Дані                                 |                                                |
| Опис                                 |                                                |
| Розробник                            | Московський вертолітний завод імені М. Л. Міля |
| Позначення                           | Мі -3»                                         |
| Позначення НАТО                      | -                                              |
| Тип                                  | санітарний вертоліт                            |
| Перший політ                         | 1954 р.                                        |
| Екіпаж                               | 1 особа                                        |
| Максимальна кількість місць          | 2                                              |
| Геометричні та масові характеристики |                                                |
| Довжина                              | 12.09 м                                        |
| Висота                               | 3.30 м                                         |
| Максимальне навантаження             | 230 кг                                         |